# Phim zombie

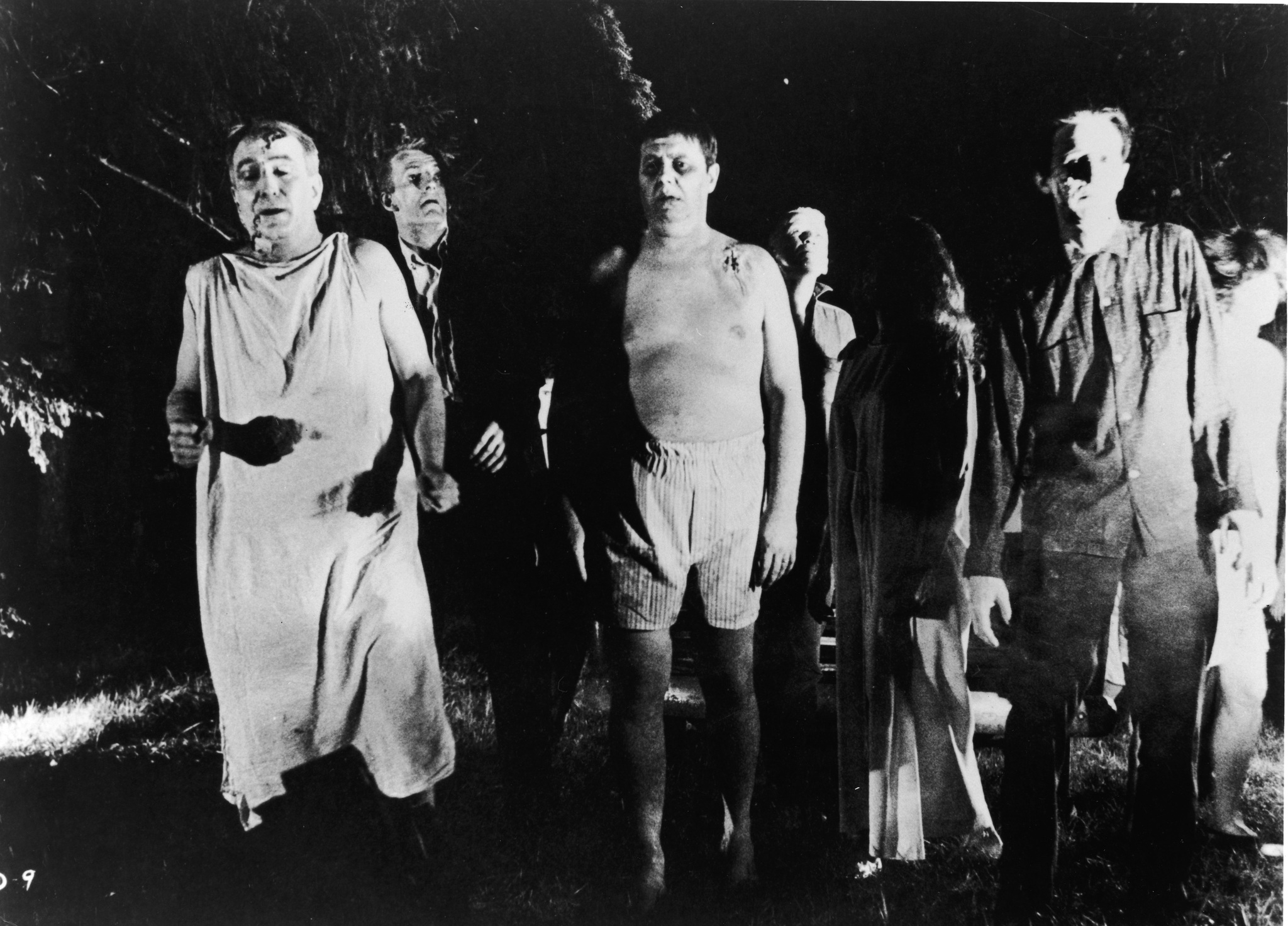
Zombies NightoftheLivingDead

Phim zombie là một thể loại phim. Thây ma (zombie) là những sinh vật hư cấu thường được miêu tả là những xác chết được hồi sinh hoặc những con người bị nhiễm virut. Chúng thường được miêu tả là ăn thịt người trong tự nhiên. Trong khi các bộ phim zombie thường được phân loại vào thể loại kinh dị, một số lại chuyển sang các thể loại khác, chẳng hạn như hành động, hài, khoa học viễn tưởng, phim kinh dị hoặc lãng mạn. Các tiểu thể loại khác đã phát triển, chẳng hạn như " hài zombie " hoặc " tận thế zombie ". Thây ma khác biệt với ma, ghoul, xác ướp, quái vật hay ma cà rồng của Frankenstein, vì vậy danh sách này không bao gồm các bộ phim dành cho những loại xác sống này.

## Lịch sử
Phim White Zombie của Victor Halperin được phát hành vào năm 1932 và thường được trích dẫn là bộ phim zombie đầu tiên.  Một số phim Zombie được sản xuất vào cuối những năm 1930 và những năm 1940, bao gồm I Walked with a Zombie (1943).
Lấy cảm hứng từ thây ma trong văn hóa dân gian Haiti, thây ma hiện đại xuất hiện trong văn hóa đại chúng trong nửa sau của thế kỷ XX, với bộ phim vào bán kết Night of the Living Dead (1968) của George A. Romero. Bộ phim đã có được phần tiếp theo, Dawn of the Dead (1978), đây là bộ phim zombie thành công nhất về mặt thương mại vào thời điểm đó. Phần tiếp theo là Day of the Dead (1985) và truyền cảm hứng cho nhiều tác phẩm như Zombi 2 (1979) và Return of the Living Dead (1985). Tuy nhiên, những bộ phim về zombie vào những năm 1980 và 1990 không thành công về mặt thương mại như Dawn of the Dead vào cuối những năm 1970.
Trong điện ảnh Hồng Kông những năm 1980, cương thi Trung Quốc, một sinh vật giống thây ma có từ thời viễn tưởng của triều đại nhà Thanh trong thế kỷ 18 và 19, đã được xuất hiện trong một làn sóng phim cương thi, được phổ biến nhờ phim Mr. Vampire (1985). Phim cương thi Hồng Kông đã trở nên phổ biến ở Viễn Đông trong giữa những năm 1980 đến đầu những năm 1990.